# Panji-manuscripten

Tegeltableau in Jakarta van prins Panji met twee knechten in de jungle op zoek naar zijn verloren echtgenote, Dewi Sekartaji.

De Panji-manuscripten zijn een collectie van meer dan 250 eeuwenoude verhalen over de mythische Javaanse prins Panji. De manuscripten bevinden zich in de Nationale Bibliotheken van Indonesië, Maleisië en Cambodja en de Universitaire Bibliotheken Leiden. De manuscripten zijn sinds 2017 opgenomen in de werelderfgoedlijst voor documenten.
De Leidse Panji-manuscripten zijn ook digitaal beschikbaar via Digital Collections.

Een Panji handschrift geschreven op een palmbladmanuscript